# Otiorhynque de l'olivier
Otiorhynchus cribricollis
Espèce
L'otiorhynque de l'olivier (Otiorhynchus cribricollis), coléoptère de la famille des Curculionidae, est un insecte ravageur.

## Description
L'adulte mesure entre 7 et 8 mm, brun tirant sur le rougeâtre.

## Biologie
L'otiorhynque mange les feuilles de l'olivier. Il s'attaque cependant aussi aux rosacées fruitières, aux agrumes, au cotonnier, à l'artichaut, etc. Les larves vivent aux dépens de racines de luzerne et d'armoise.
Les adultes apparaissent fin mai et ont une activité nocturne. Ils mangent les feuilles et font des encoches assez prononcées sur les extrémités, comme des trous de perforeuse. Dérangés, ils abandonnent leur proie. Le jour, ils se tiennent cachés dans le sol, ou sous divers abris. Les larves ne font pratiquement pas de dégâts par rapport aux adultes. Une attaque en nombre, exceptionnelle, peut se traduire par une défoliation totale.
La pose d'anneaux de glu à la périphérie des troncs empêche l'insecte de gagner la frondaison, celui-ci ne volant pas.